# Themes 2
Themes 2 — альбом британской группы Psychic TV, вышедший в 1985 году, вторая часть саундтрека к фильмам Дерека Джермена.

## Об альбоме
Themes 2 представляет собой сборник инструментальных композиций, близких по стилистике к дарк-эмбиенту. В последнем треке воспроизводится атмосфера ритуального жертвоприношения.

## Список композиций
1. The Loops of Mystical Union
2. Elipse of Flowers
3. Mylar Breeze
  - Part 1
  - Part 2
  - Part 3
4. Prayer for Derek
5. Rites of Reversal